# Средний Международный переулок
Сре́дний Междунаро́дный переу́лок — тупиковая улица в центре Москвы в Таганском районе от Международной улицы.

## История
Возник как Средний Владимирский переулок улицы Носовихи — по бывшей улице Носовиха (ныне Международная улица), к которой прилегает. Большой и Малый Владимирские переулки уже не существуют. Названы были из-за близости к Владимирской дороге (ныне шоссе Энтузиастов). Современное название переулок получил в 1922 году в знак международной солидарности рабочих — несколько позже переименования улицы Носовиха в Международную.

## Описание

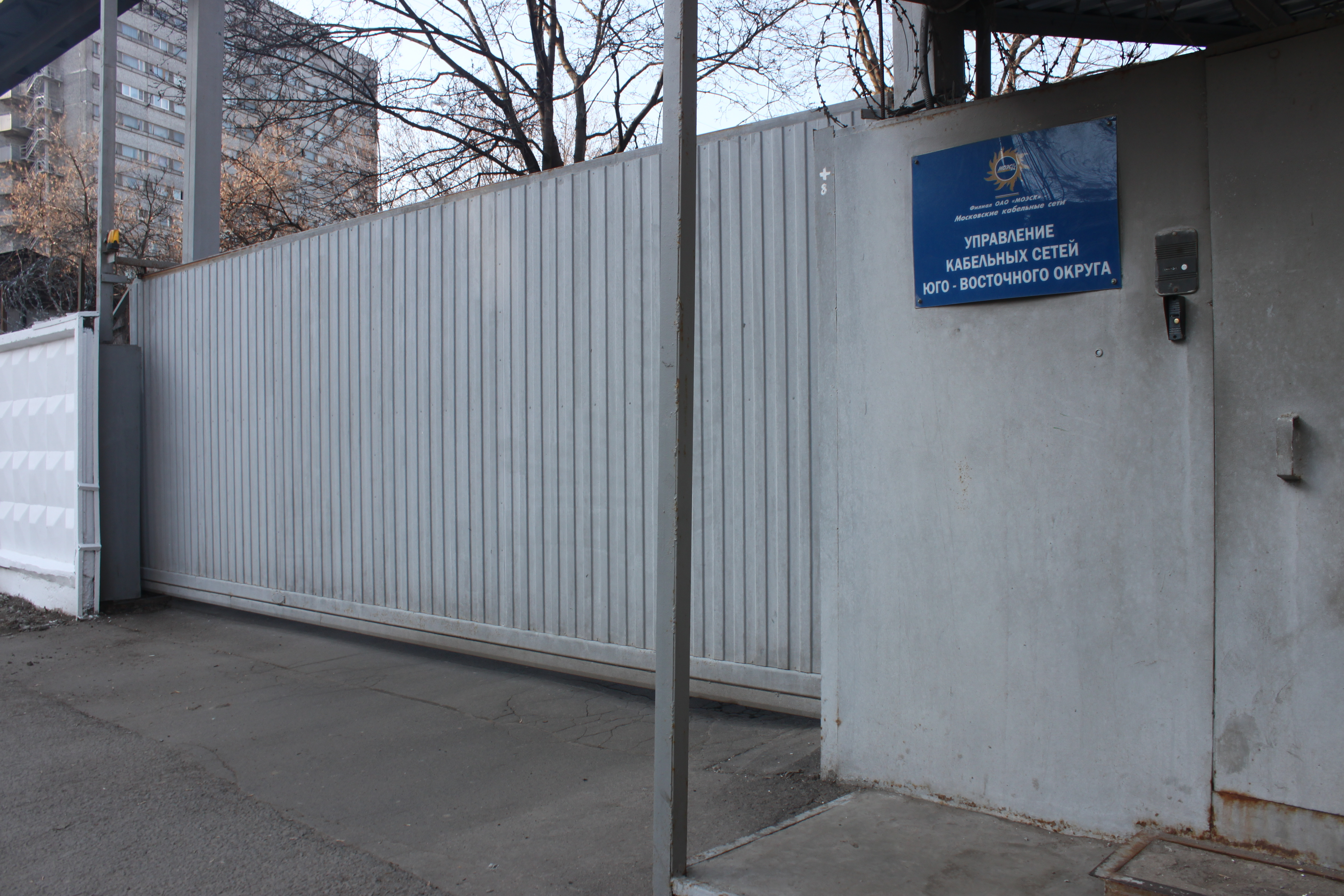
Вход на переулок

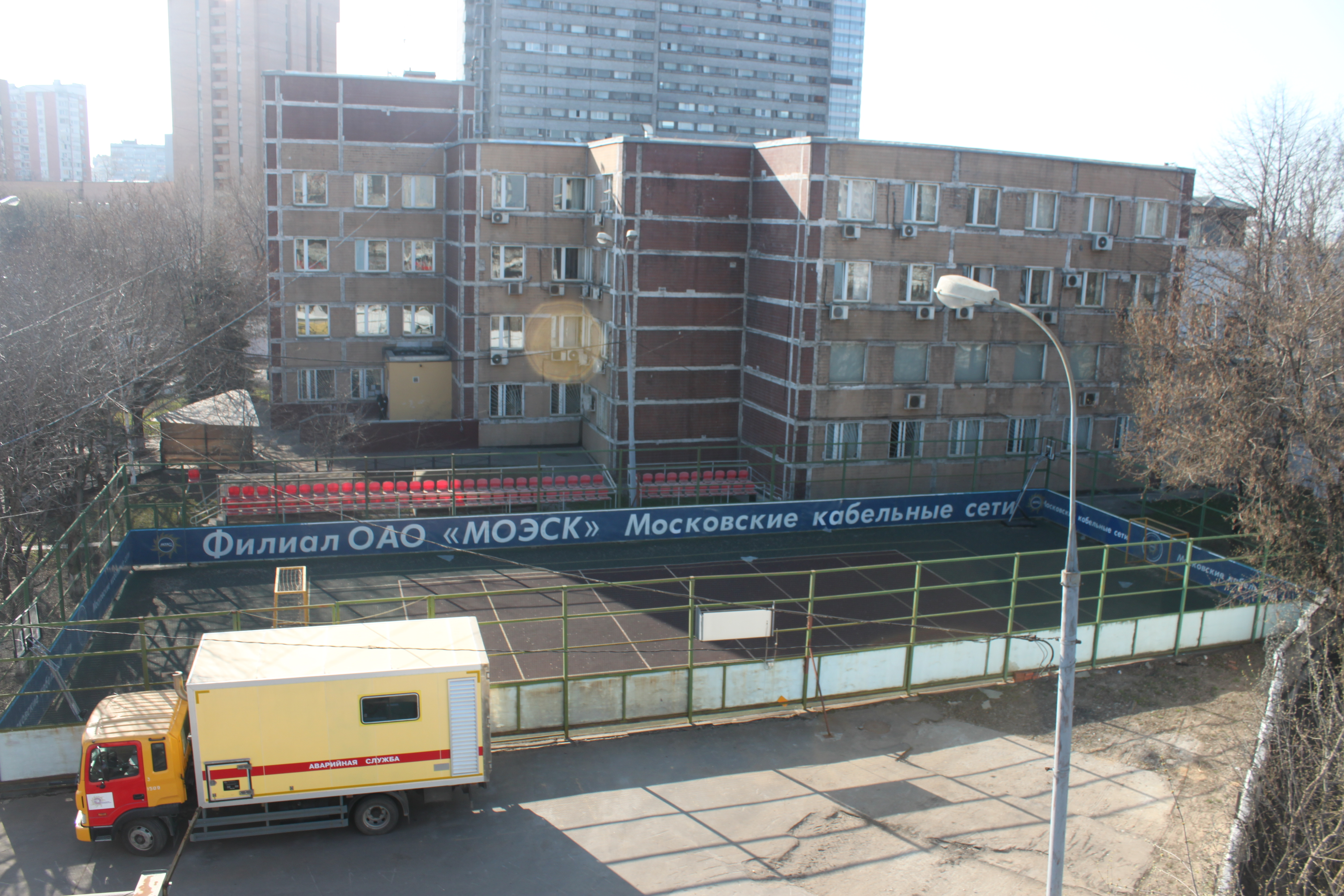
Филиал ОАО «МОЭСК» Московские кабельные сети

Средний Международный переулок начинается от Международной улицы напротив Коврова переулка и проходит на север к железнодорожным путям Курского направления МЖД (перегон Курский вокзал—«Москва-Товарная-Курская»), где заканчивается тупиком.

## Здания и сооружения
По нечётной стороне:
По чётной стороне:
- Дом 8 — Промстройреконструкция;
- Дом 8, строение 2 — Мосметрострой, СМУ № 7, СМУ № 8.